# شکربوته شمالی
شکربوته شمالی (نام علمی: Protea angolensis) نام گونه‌ای از سرده شکربوته‌ها است.